# El Llac (l'Esquirol)
El Llac és una masia de l'Esquirol (Osona) inclosa a l'Inventari del Patrimoni Arquitectònic de Catalunya.

## Descripció
Masia de planta rectangular (15 x 13 m), coberta a dues vessants amb el carener perpendicular a la façana de migdia. Consta de planta, pis i golfes. La façana principal presenta a la planta un portal d'arc de mig punt amb la dovella central datada (1637), una finestra lateral rectangular apaïsada amb llangardaix i un portal modern. Al sector Est hi ha un cos adossat amb funcions de terrassa, que ocupa tota la planta de la façana Est, i que presenta a la façana de migdia un portal d'accés al garatge. Al primer pis de la façana principal presenta una finestra just a sobre del portal, amb els emmarcaments de gres i llinda esculturada i datada (1651), una altra finestra esculturada i amb ampit motllurat i un finestral modern al sector Oest. A les golfes s'observen dues finestretes i un petit porxo d'arc escarser. La façana Oest presenta a la planta baixa diverses obertures a les corts i cinc finestres al primer pis. La façana Nord presenta a la planta una finestra i al primer pis una balconada i dues finestres i a les golfes tres finestretes. La façana Est presenta el cos de terrassa a la planta i al primer pis dues finestres i un portal.

## Història
asia que pertany al terme de Sant Martí Sescorts, vinculat religiosament a Manlleu i civilment a la senyoria del Cabrerès. La seva demarcació forma part de la batllia del Cabrerès des del segle xv. Ara bé, la parròquia de Sant Martí Sescorts no es refon definitivament amb el municipi de l'Esquirol fins al 1824, quan el Consell de Castella va denegar l'existència de les "Masies de Santa Maria de Corcó", que havia funcionat entre el 1814 i el 1824 amb la capitalitat a Sant Martí Sescorts.